# جلال الدين ميرزا قاجار
جلال الدين ميرزا قاجار (بالفارسية: جلال الدین میرزا) (1827 - 1872) هو مؤرخ وفقيه لغوي ومفكر إيراني وأمير من السلالة القاجارية، اشتهر بتأليفه كتاب نامه خسروان الذي يعد واحدًا من أوائل الأعمال التاريخية الوطنية حول البلاد.